# Storbands-SM
Storbands-SM är en tävling där Sveriges bästa ungdomsstorband årligen utses. Tävlingen som är en del av Youth Jazz Festival hölls mellan 2000 och 2009 i Linköping men hålls sedan 2010 i Stockholms Konserthus. Huvudarrangörer för festivalen är: Limelight, Svenska Jazzriksförbundet och Mary Lou Meese Youth jazz fund i samarbete med Stockholms konserthus. 
Storbandstävlingen är uppdelad i två klasser:
- Den yngre klassen: Kultur- och musikskolestorband
- Den äldre klassen: Estet- och länsstorband

## Tidigare vinnare
|      | Estet- och Länsstorband                         | Kultur- och musikskolestorband |
| ---- | ----------------------------------------------- | ------------------------------ |
| 2016 | LUST – Länsungdomsstorbandet (Västernorrland)   | Freetown Big Band, Fristad     |
| 2013 | AYJO – Arctic Youth Jazz Orchestra (Norrbotten) | Uppsala Musikskolas Storband   |
| 2012 | LUST – Länsungdomsstorbandet (Västernorrland)   | Västerås Ungdomsstorband       |
| 2011 | DUBB – Dalarnas Ungdoms Big Band                | Hultsfred/Oskarshamns Storband |
| 2010 | Brewhouse Big Band (Västra Götaland)            | -                              |
| 2009 | Kulturama                                       | -                              |
| 2008 | Kulturama                                       | Västerås Ungdomsstorband       |
| 2007 | GUBB - Gävleborgs ungdoms big band              | -                              |
| 2006 | GUBB - Gävleborgs ungdoms big band              | -                              |
| 2005 | LUST – Länsungdomsstorbandet (Västernorrland)   | -                              |
| 2004 | -                                               | -                              |
| 2003 | -                                               | -                              |
| 2002 | -                                               | -                              |
| 2001 | GUBB - Gävleborgs ungdoms big band              | -                              |
| 2000 | -                                               | -                              |

## Bedömningskriterier och jury
Juryn är ny för varje tävlingsår och har bl.a. bestått av: Ann-Sofie Söderqvist, Ola Bengtsson, Gunnar Andersson, Elin Larsson, Bertil Strandberg och Helge Albin. Även bedömningskriterierna varierar men det som bl.a. brukar tas upp är dynamik, tighthet, frasering, gestaltning, repertoar och spelglädje. Varje storband får i tävlingen max 12 minuter på sig att framföra två valfria stycken.